# Brauhaus am Kreuzberg

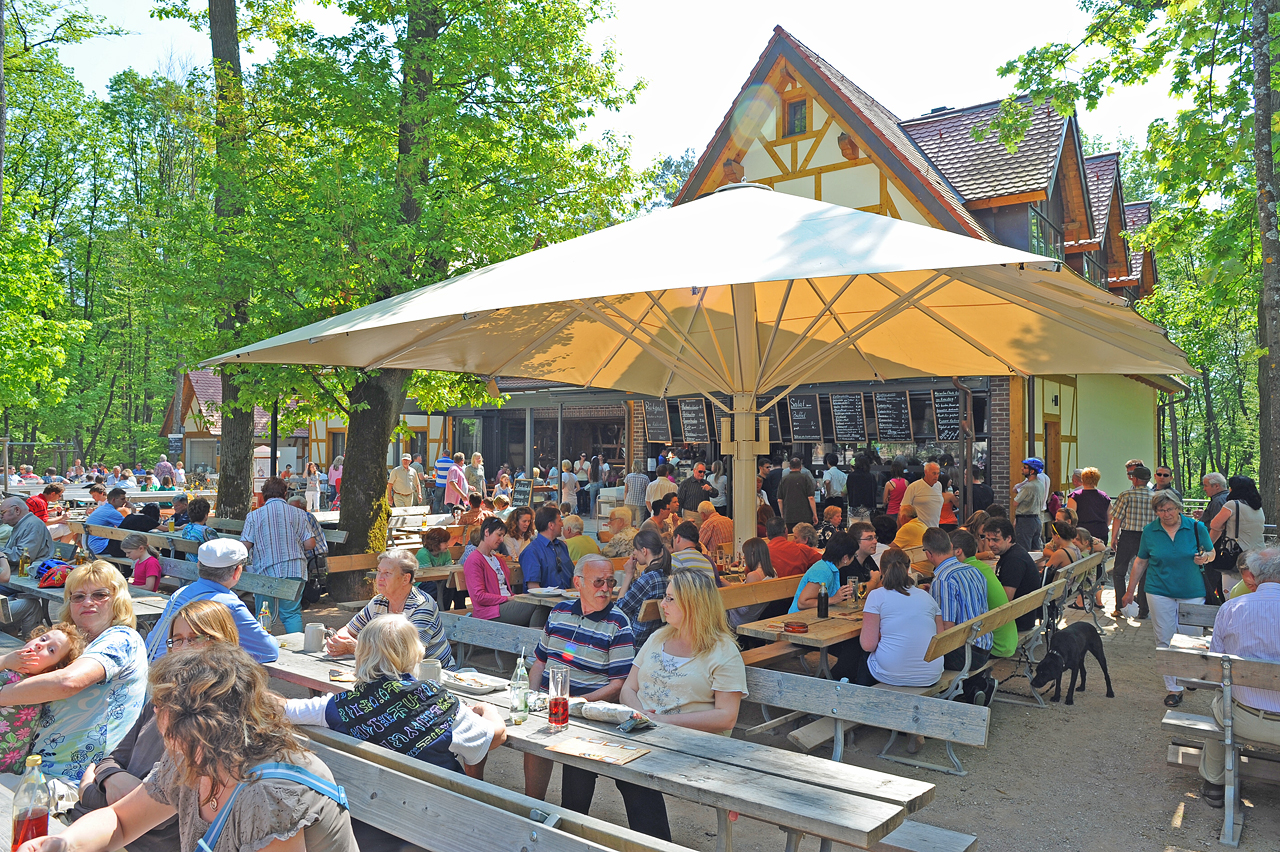
Das Brauhaus am Kreuzberg im Sommer 2011

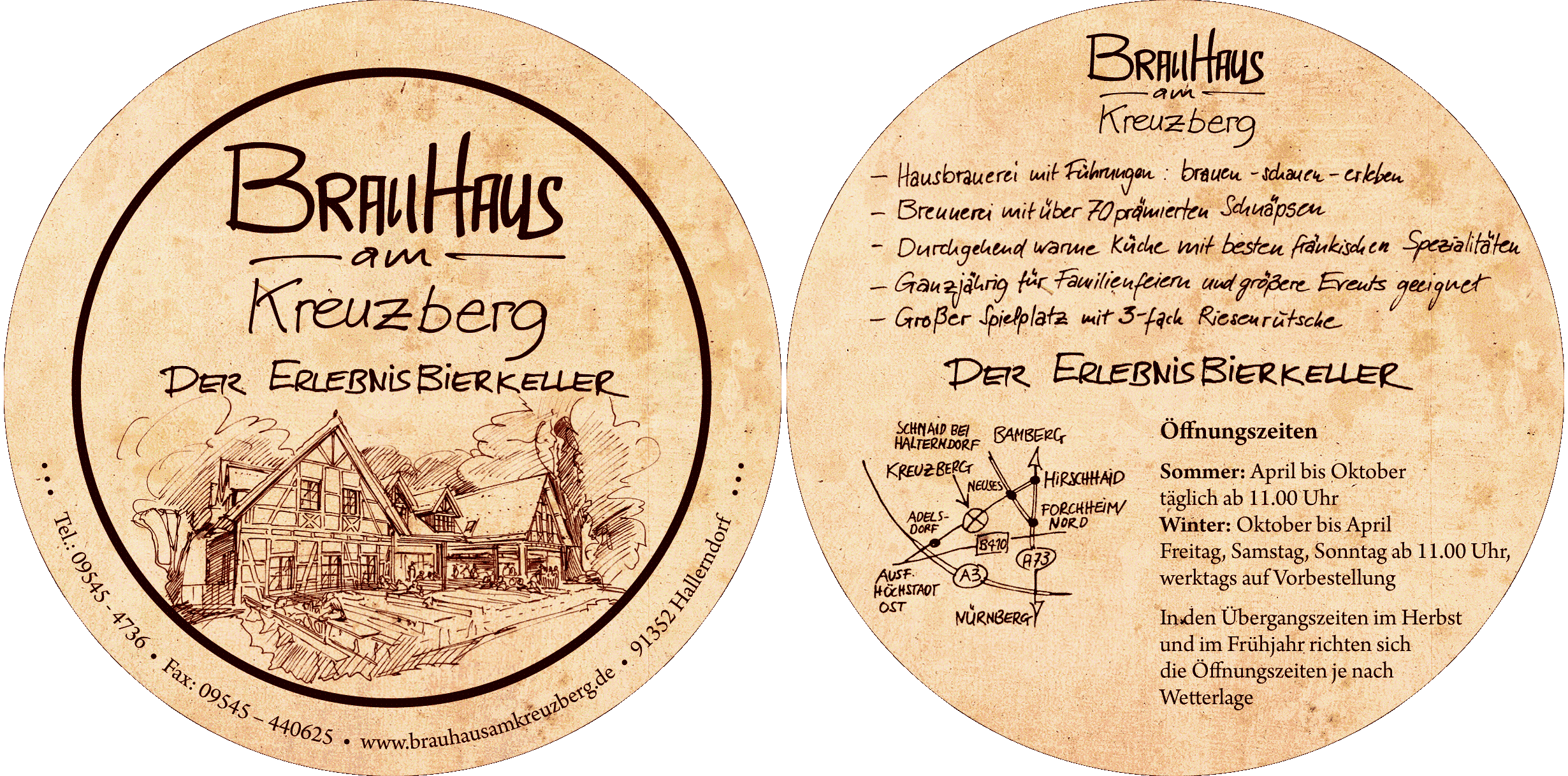
Der aktuelle Bierdeckel des Brauhauses

Das Brauhaus am Kreuzberg ist eine Bierbrauerei und Brennerei auf dem Kreuzberg bei Hallerndorf (Landkreis Forchheim) und einer der dortigen drei Bierkeller.

## Geschichte
Die Brauerfamilie Friedel erhielt 1461 im Hallerndorfer Ortsteil Schnaid ihr eigenes Wappen. Die ursprüngliche Brauerei mit der Adresse Schnaid 10 ist seit 2011 an die Brauerei Gänstaller verpachtet. Das zugehörige Brauereiwirtshaus wird noch von der Familie Friedel betrieben. Gebraut wird seit der Fertigstellung des Neubaus des Brauhauses auf dem Kreuzberg 2007 auf dem Bierkeller der Brauerei direkt unterhalb der Wallfahrtskirche.

## Brauerei

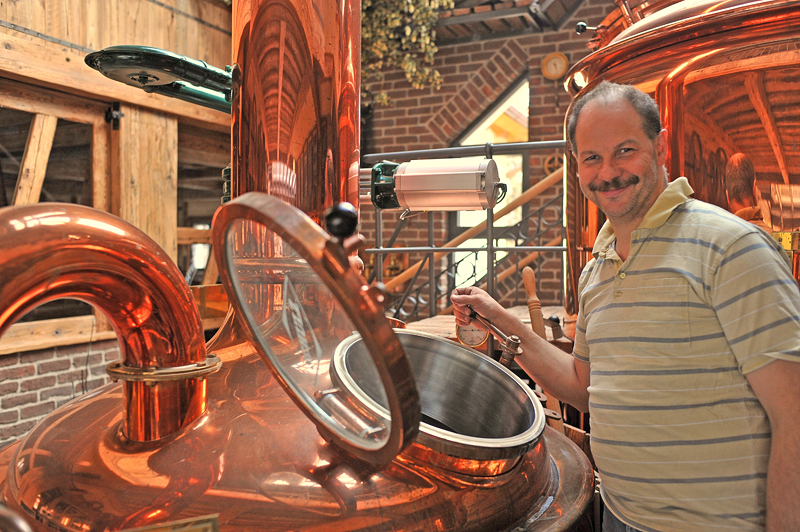
Norbert Winkelmann vor seinem Sudhaus

Neben Ehefrau und Braumeisterin Luitgard Friedel-Winkelmann ist Norbert Winkelmann für die Biere des Brauhauses verantwortlich. Der Metzger, Koch, Hotelbetriebswirt, Biersommelier und Brenner braut regelmäßig Spezialbiere, so dass in der Regel immer acht verschiedene Biersorten vom Fass verfügbar sind.

## Biersorten
Immer im Brauhaus am Kreuzberg erhältlich sind:
- Zwickelbier
- Edelhopf
- Schlotfegerla
- Weizen
- Kellerpils
- Pilgertrunk

Dazu gibt es immer mindestens ein Bockbier, mehrere leichte Biere und Biere aus besonderen Getreidesorten (z. B. Haferla, Roggenbier).

## Pilgertrunk
Seit 2010 schenkt das Brauhaus am Kreuzberg seinen Pilgertrunk aus. Dieses Siebenkornbier besteht aus Gerste, Weizen, Roggen, Emmer, Einkorn, Hafer und Dinkel. 50 Cent von jedem auf dem Kreuzberg getrunkenen Liter werden jedes Jahr für einen guten Zweck gespendet. 2010 unterstützte das Brauhaus die Sanierung der Wallfahrtskirche, 2011 konnten die vier Kindergärten von Hallerndorf verschiedene Vorhaben mit der Spende realisieren. 2012 braute der Eichstätter Bischof Gregor Maria Hanke den Pilgertrunk. Der Erlös war für die Missionshilfe Brasilien bestimmt. 2013 brauten die Mönche vom Kreuzberg in der Rhön gemeinsam mit den oberfränkischen Kreuzbergern den Pilgertrunk. 2015 entstand mit dem neuen Pilgertrunk ein ökumenisches Bier.

## Brennerei
Die über 100 Edelbrände der Brennerei am Kreuzberg erhielten in den letzten Jahren zahlreiche Auszeichnungen. Neben DLG-Goldmedaillen, darunter mehrfach mit der vollen Punktzahl, stehen vor allem die Verleihungen des Bundesehrenpreises in Silber (2010) und Gold (2011, 2012, 2013, 2014) im Vordergrund.

## Bierkeller
Der Bierkeller der Brauerei Friedel befindet sich auf dem Hallerndorfer Kreuzberg. Die Pilger auf dem Jakobsweg gehören zu den Stammgästen. Mit dem Neubau 2007 wurden auch Brauerei und Brennerei auf den Bierkeller verlegt, der seitdem als Brauhaus am Kreuzberg bzw. Erlebnisbierkeller firmiert.